# Hypsipyle

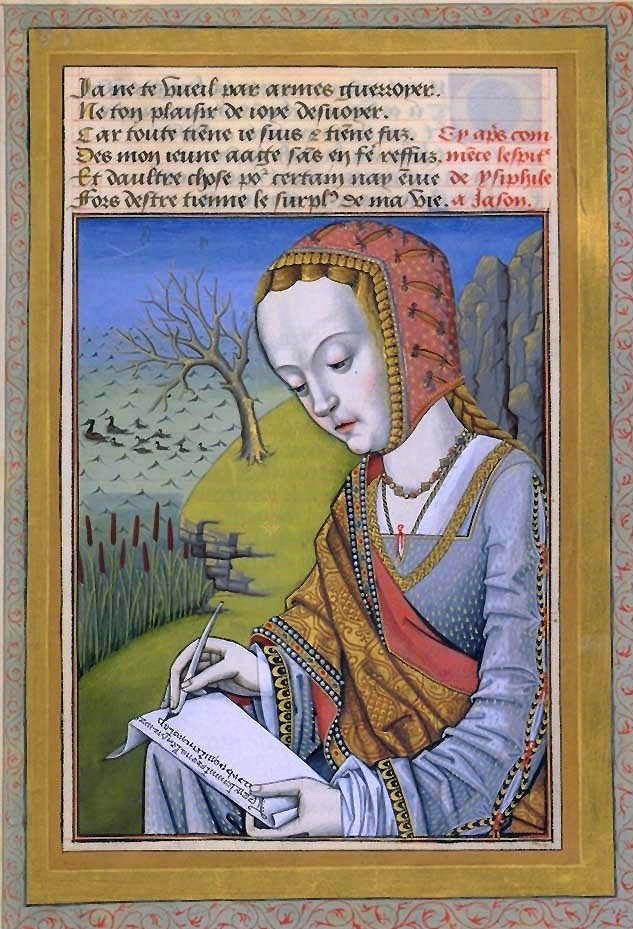
Hypsipyle.

Hypsipyle (grekiska Ὑψιπύλη) är en gestalt i grekisk mytologi. 
Hypsipyle skall ha varit drottning på Lemnos på den tid, då Jason och argonauterna landade där. Hon såldes sedermera som slavinna till kung Lykurgos i Nemea. Om hennes öden där handlar Euripides tragedi Hypsipyle, av vilken stora delar blivit återfunna på en egyptisk papyrus i Oxyrhynchus.